# Heinrich Has
Heinrich Has (auch Heinrich Haas von Laufen oder Heinrich Has von Lauffen) († um 1562) war ein kaiserlicher Rat Karls V. und in den 1550er Jahren Präsident der Regierung des Herzogtums Luxemburg.

## Leben
Heinrich Has stammte aus Laufen BL. Er erwarb einen Doktortitel in Rechtswissenschaften und wirkte zunächst von ca. 1522 an in bischöflich-straßburgischen Diensten. 1534 bis 1538 war er in Zweibrücken als Kanzler und nachfolgend in Heidelberg als Mitglied des kurpfälzischen Hofrates und Kanzler tätig. Er war Gesandter des Kurfürsten von der Pfalz zum Reichstag. Er wurde zu einem engen Mitarbeiter Kaiser Karls V. und spätestens 1550 in den Reichshofrat berufen.
Der nach Has benannte Hasenrat war eine seit dem 16. Jahrhundert politisch wirksame Versammlung in den süddeutschen Reichsstädten des Heiligen Römischen Reiches. Kaiser Karl V. hatte die in den Städten zumeist bestehenden Zunftverfassungen für die Ausbreitung der Reformation verantwortlich gemacht und zerschlug daher die bestehenden Ratsverfassungen u. a. in Ulm und Augsburg und ersetzte diese durch ihm genehme oligarchisch-patrizische Räte, die sich aus den städtischen und katholisch gebliebenen Oberschichten rekrutierten. Heinrich Has führte daraufhin im Auftrag des Kaisers 1551/1552 in zwanzig weiteren Reichsstädten diese Art der Ratsverfassung ein.
In den 1550er Jahren war er Präsident der Regierung zu Luxemburg und half mit, die kaiserliche Macht im Herzogtum Luxemburg zu stärken. Nach der Abdankung Karls V. zog er sich 1555 nach Zweibrücken zurück.